# Jean Tricot
Jean Tricot (1920. november 19. – 2020. október 1.) francia nemzetközi labdarúgó-játékvezető. Egyéb foglalkozása mozdonyvezető.

## Pályafutása
Az 1966-os francia kupa döntőt találkozóját, az RC Strasbourg – FC Nantes (1–0) találkozót a irányította. Több nemzetközi klubmérkőzést vezetett. 1964. május 7-én a Real Madrid – FC Zürich (6–0) BEK-elődöntőt vezette. Az aktív nemzetközi játékvezetéstől 1965-ben vonult vissza. Visszavonulását követően technikai tanácsadóként és játékvezető-oktatóként dolgozott.